# Reason (Selah Sue)
Reason è il secondo album della cantante belga Selah Sue, pubblicato nel 2015 dalla Because Music, sussidiaria della Warner. Il disco, distribuito in Francia, Europa, Stati Uniti e Brasile, ottiene un buon successo commerciale, arrivando primo in Belgio e nei Paesi Bassi.

## Tracce
1. Alone – 3:28 – Hannibal, Itai Shapira (co-prod.), Salva (co-prod.)
2. I Won't Go for More – 4:20 – Hannibal, Itai Shapira (co-prod.), Salva (co-prod.)
3. Reason – 3:20 – Hannibal
4. Together (featuring Childish Gambino) – 3:21 – Göransson
5. Alive – 3:41 – Göransson, Hannibal
6. The Light – 3:46 – Hudson Mohawke, Hannibal
7. Fear Nothing – 3:25 – Schwartz
8. Daddy – 4:26 – Göransson
9. Sadness – 4:01 – Taylor, Spruill
10. Feel – 3:39 – Utters
11. Right Where I Want You – 3:32 – Göransson, Hannibal
12. Always Home – 4:18 – Göransson, Hannibal
13. Falling Out – 3:49 – Göransson

Edizione limitata
1. Gotta Make It Last – 3:12 – Göransson
2. Stand Back – 4:11 – Göransson
3. Direction – 4:00
4. Alone (Acoustic Version) – 3:40 – Göransson, Hannibal, Itai Shapira (co-prod.), Salva (co-prod.)

Edizione deluxe
1. Alive (Felix Joseph Remix) (featuring Kwabs) – 3:16 – Felix Joseph, Göransson, Hannibal
2. Together (Marlin Remix) (featuring Childish Gambino) – 3:29 – Marlin, Göransson
3. Holdin' On – 4:46 – Werther, Dare
4. Falling Out (Pomrad Remix) – 4:16 – Pomrad, Göransson
5. High Low (with Maverick) – 4:11 – Thijs
6. Always Home (Sorry Remix) – 3:48 – Göransson, Hannibal
7. Blame (Live@Giel) – 4:03
8. Speaking Silence – 3:56 – Jan De Ryck
9. Reason (Live Acoustic Version) – 3:55
10. Fear Nothing (Live Acoustic Version) – 3:44
11. Falling Out (Live Acoustic Version) – 3:52
12. Time – 4:15 – Hannibal

## Classifiche

### Classifiche settimanali
| Classifica (2015) | Posizione massima |
| ----------------- | ----------------- |
| Belgio (Fiandre)  | 1                 |
| Belgio (Vallonia) | 1                 |
| Francia           | 3                 |
| Germania          | 82                |
| Paesi Bassi       | 1                 |
| Svizzera          | 9                 |

### Classifiche di fine anno
| Classifica (2015) | Posizione massima |
| ----------------- | ----------------- |
| Belgio (Fiandre)  | 6                 |
| Belgio (Vallonia) | 7                 |
| Francia           | 31                |
| Paesi Bassi       | 44                |
| Classifica (2016) | Posizione massima |
| Belgio (Fiandre)  | 72                |
| Belgio (Vallonia) | 77                |